# 浙江东方职业技术学院
浙江东方职业技术学院是位于浙江省温州市的一所大專院校，经浙江省人民政府于2000年5月批准筹建的，2002年5月按期正式建校。2017年9月启用金海校区。

## 院系设置
- 人文学院
- 财经学院
- 管理学院
- 数字工程学院
- 社科基础部
- 国际与继续教育学院